# Tượng đài Grunwald ở Kraków
Tượng đài Grunwald (Tiếng Ba Lan: Pomnik Grunwaldzki) là một tượng người cưỡi ngựa của Vua Ba Lan Władysław II Jagiełło (1352–1434) đặt ở Quảng trường Matejko ở Phố cổ Kraków và được xây dựng năm 1910 nhân kỷ niệm 500 năm Trận Grunwald. Tượng đài bị phá hủy bởi Đức Quốc Xã năm 1939 và được xây dựng lại năm 1976 trong dự án của Marian Konieczny.

## Lịch sử
Tượng đài được thiết kế bởi các nhà điêu khắc Ba Lan Antoni Wiwulski và Franciszek Black, và được tài trợ bởi nghệ sĩ piano nổi tiếng và là Thủ tướng Ba Lan sau này, Ignacy Jan Paderewski. Ông muốn kỷ niệm 500 năm chiến thắng của Trận Grunwald khi người Ba Lan và Litva chiến đấu chống lại các Hiệp sĩ Teuton vào ngày 15 tháng 7 năm 1410. Ban đầu, đã có một cuộc tranh luận về việc nên đặt tượng đài ở đâu, và một vài địa điểm khác nhau đã được đề xuất như Quảng trường Chúa Thánh Thần (Plac Św. Ducha) - nơi được Paderewski ủng hộ, quảng trường trước mặt St. Bernard's Church và Quảng trường Matejko. Cuối cùng, đề xuất cuối đã được lựa chọn, một phần vì lý do nơi đây gần với tường phòng thủ của Kraków, phản ánh sự xuất hiện của những bức tường này vào đầu thời kỳ Jagiellonian. Viên đá đầu tiên của tượng đài được đặt hồi tháng 4 năm 1910. Dự án được thực hiện bí mật trong thời gian Áo phân chia Ba Lan và ngay cả bản thân Wiwulski cũng không biết mục đích cuối cùng của dự án khi ông làm việc trên các chi tiết của đài tưởng niệm. Đá hoa cương dùng trong xây dựng phần chân tượng đài được lấy từ Mỏ đá Vanevick ở Thụy Điển do công ty Le Granite của Pháp ở vùng Abainville làm chủ. Antoni Wiwulski chế tác phần tượng của Vua Jagiełło trong thời gian ông ở Paris nhưng dự án bị tạm dừng do nhà điêu khắc bị bệnh đột ngột. Các con số trên tượng đài được công ty Malleset của Pháp đúc bằng Đồng điếu. Các tác phẩm điêu khắc được vận chuyển bằng tàu hỏa từ Pháp qua Thụy Sĩ đến Kraków. Toàn bộ trị giá của dự án ước khoảng 500,000 Curon Áo - Hungary.
Nghi thức lễ chính thức diễn ra vào ngày 15 tháng 7 năm 1910. Lễ khánh thành Tượng đài Grunwald thu hút sự chứng kiến của 150,000 người và nhiều chức sắc nổi tiếng như Land Marshal of Galicia (tạm dịch: Nguyên soái Vùng Galicia) (và một Thủ tướng trên thực tế) Stanisław Badeni, Thị trưởng Kraków Juliusz Leo và nhà tài trợ của tượng đài Ignacy Jan Paderewski.
Trong Chiến tranh thế giới thứ hai, tượng đài đã bị phá hủy một cách có hệ thống bởi Đức Quốc Xã từ tháng 11 năm 1939 đến tháng 4 năm 1940. Phần bệ của tượng đài bị cho nổ tung bằng Dynamit trong khi phần tượng đồng bị lấy đi và chuyển về Đức. Ngày 28 tháng 1 năm 1945, một quyết định được đưa ra để xây dựng lại tượng đài. Các khối đá hoa cương được phụ hồi từ di tích ban đầu được đặt tại địa điểm đã từng dựng tượng đài. Năm 1972, một ủy ban đặc biệt đã được thành lập với mục đích xây dựng lại Tượng đài Grunwald, được biết đến với cái tênKomitet Odbudowy Pomnika Grunwaldzkiego. Dựa trên mô hình thu nhỏ của tượng đài gốc được Bảo tàng lịch sử của Kraków lưu giữ, cũng như các bức ảnh được chụp trước chiến tranh, nghệ sĩ Marian Konieczny đã thực hiện việc xây dựng lại tượng đài. Đá hoa cương được lấy từ vùng Szklarska Poręba và các con số được đúc bằng đồng ở Gliwice. Ngày 16 tháng 10 năm 1976, Tượng đài Grunwald đã chính thức được mở cửa trở lại. Phía trước tượng đài, một ngôi Mộ Chiến sĩ vô danh được đặt với tấm bảng bằng đá cẩm thạch do Wiktor Zin thiết kế.
Ngày 10 tháng 9 năm 2010, một nghi lễ tái hiện các sự kiện liên quan đến khánh thành tượng đài đã diễn ra ở Kraków cũng như lễ kỷ niệm 600 năm của trận chiến và 100 năm xây dựng tượng đài. Vào năm 2016, Tượng đài Grunwald trải qua một đợt cải tạo và vệ sinh toàn bộ.

## Mô tả
Tượng đài cao 24 mét (78 ft), phía trên là tượng người cưỡi ngựa của Vua Władysław II Jagiełło. Tay trái của nhà vua cầm Dây cương và tay phải cầm kiếm. Mặt trước tượng đài là tượng của Tổng thống Litva Vytautas, dưới chân là người đã gục ngã trong trận chiến với Trưởng Sư của Hiệp sĩ Teuton Ulrich von Jungingen. Mặt phía đông là tượng một hiệp sĩ Ba Lan và người hầu đang nhặt các cờ hiệu Teuton bị bỏ lại. Mặt phía tây là một chiến binh Litva đang thổi còi và dẫn một hiệp sĩ Teuton đã bị bắt. Mặt phía bắc là hình ảnh tượng trưng một người nông dân đang vứt bỏ xiềng xích nô lệ của mình.

## Hình ảnh

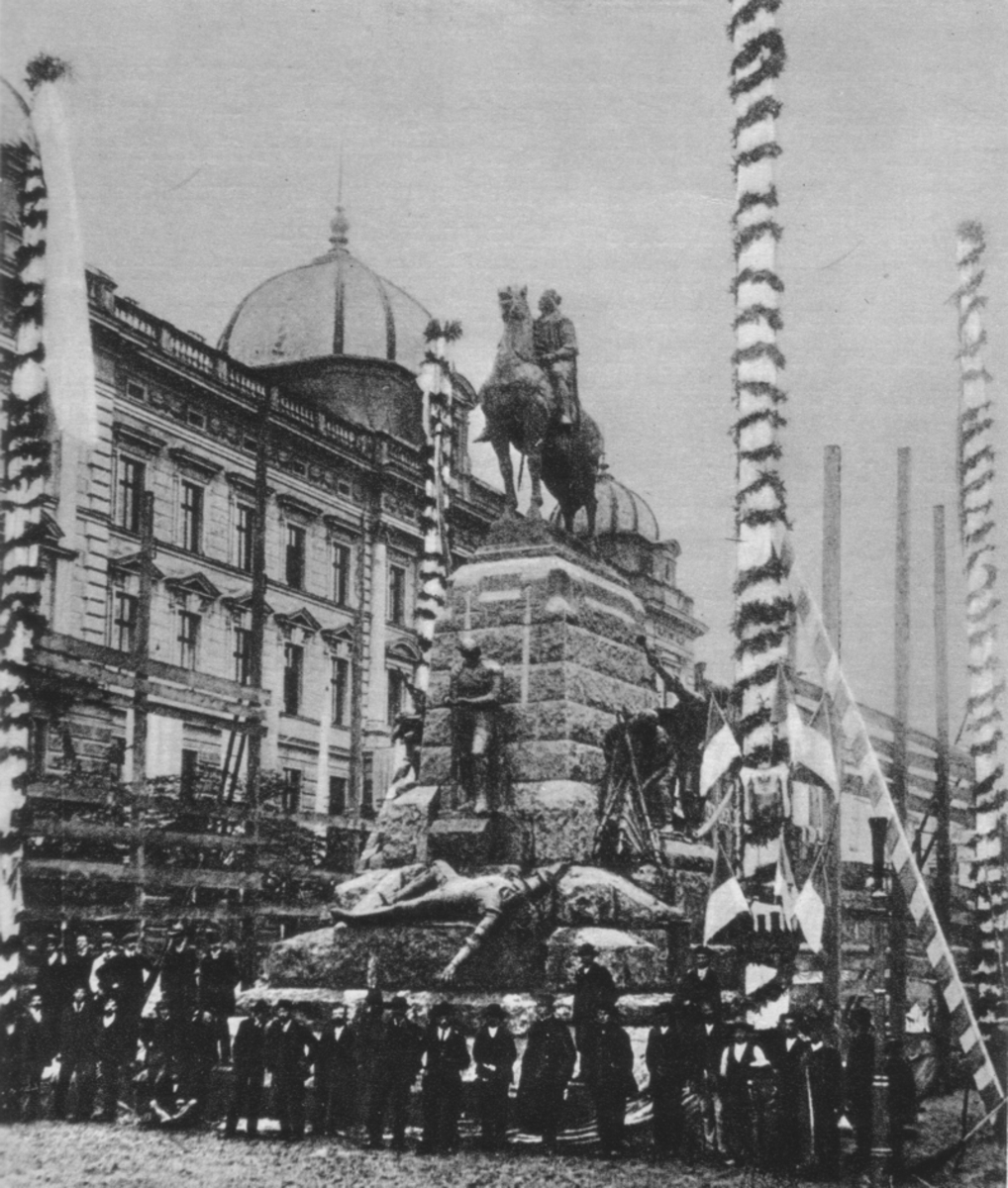
Khánh thành tượng đài, 1910
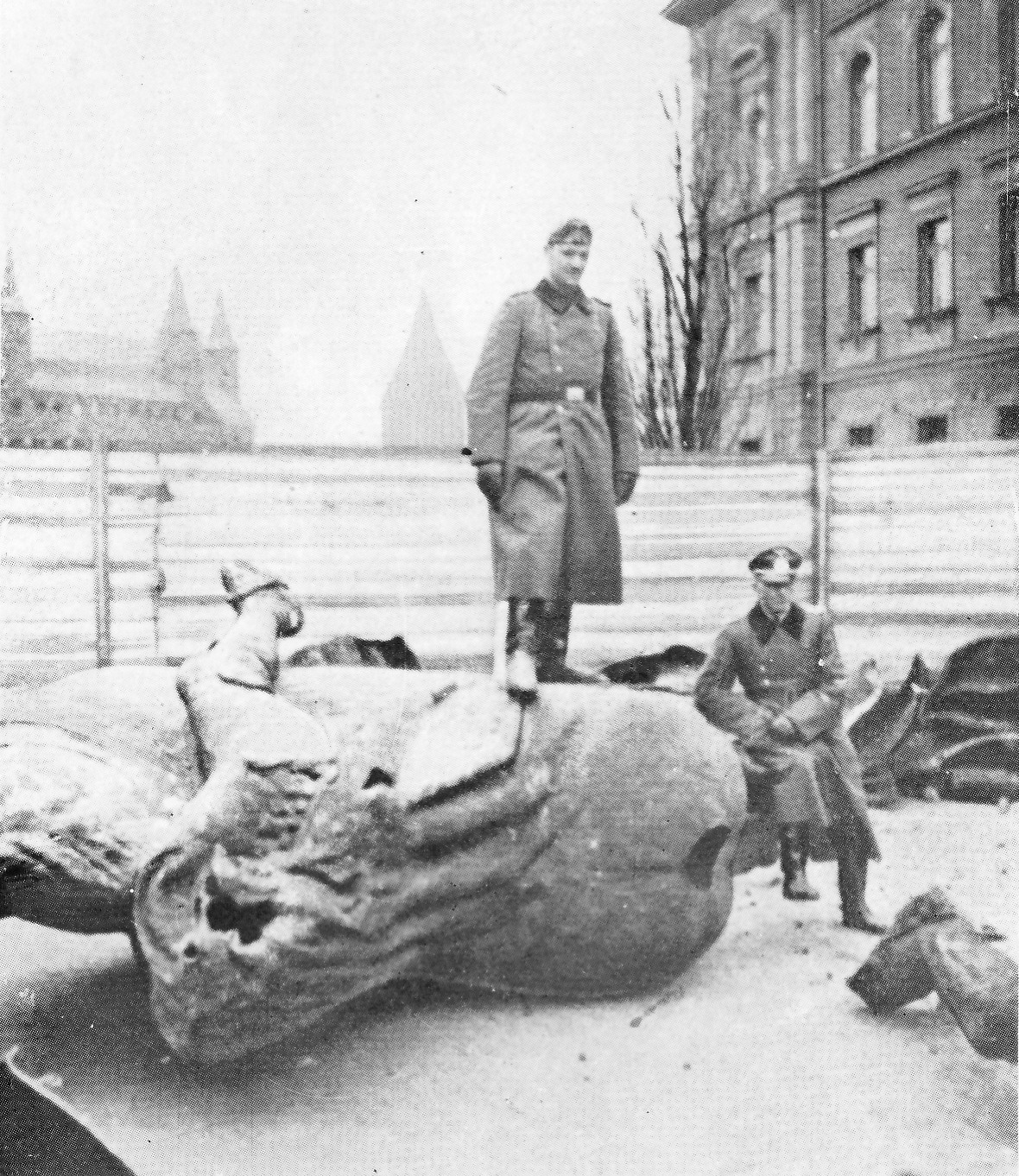
Tàn tích bị phá hủy của tượng đài trong Thế chiến thứ hai
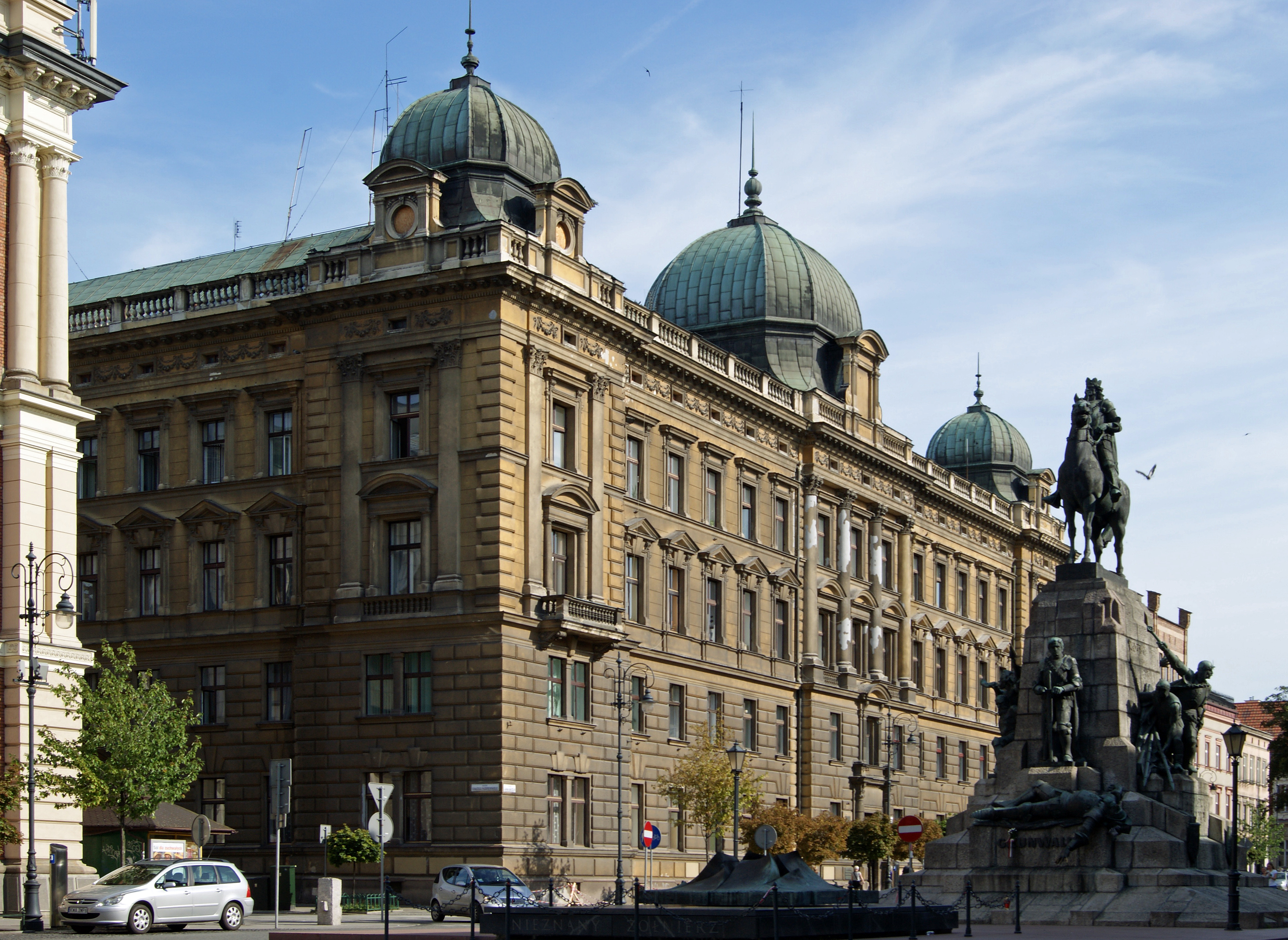
Tượng đài Grunwald trước khi được cải tạo, 2006
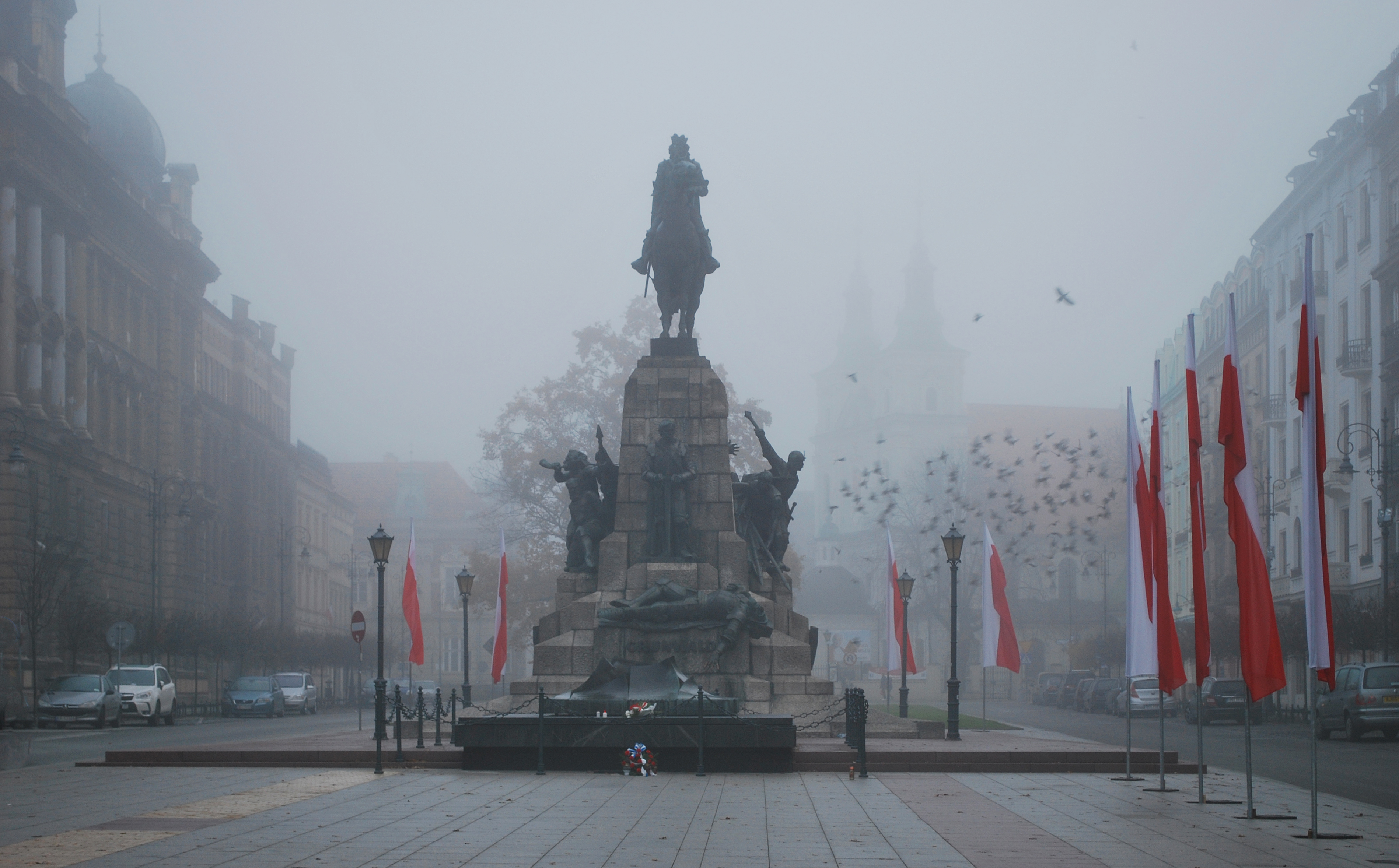
Tượng đài Grunwald và Mộ Chiến sĩ vô danh, Quảng trường Matejko, Kraków
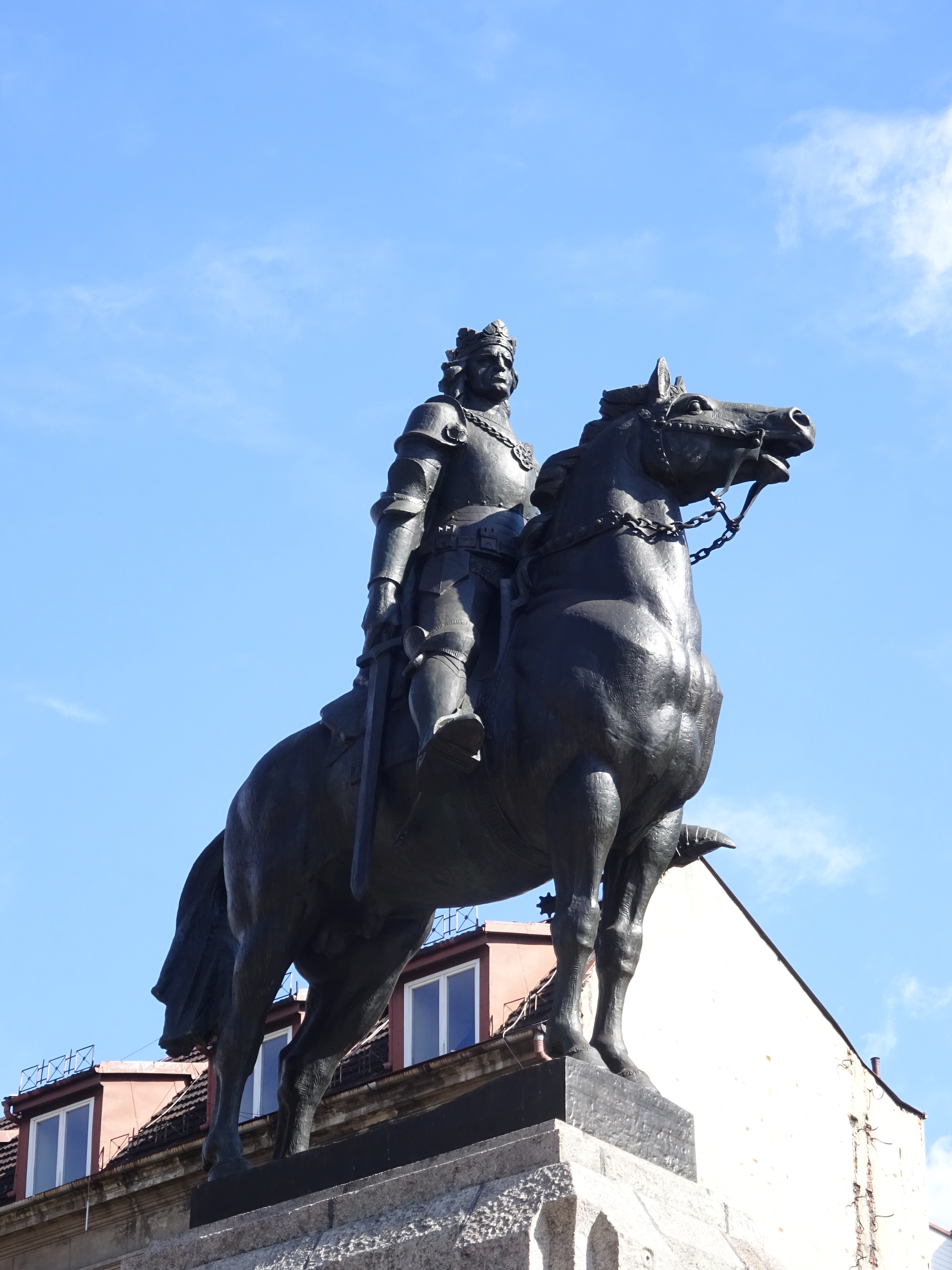
Tượng Władysław Jagiełło
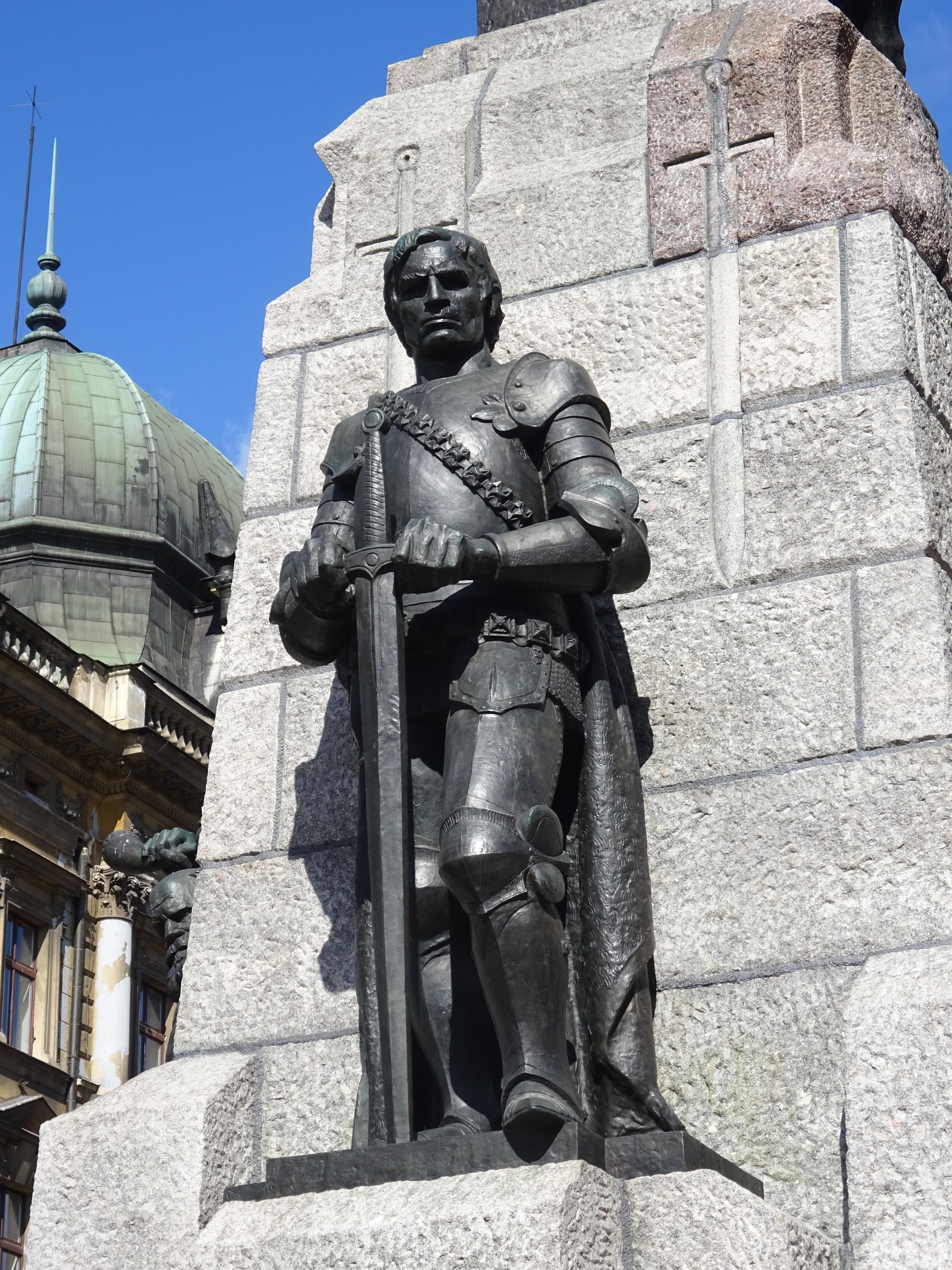
Tượng Vytautas
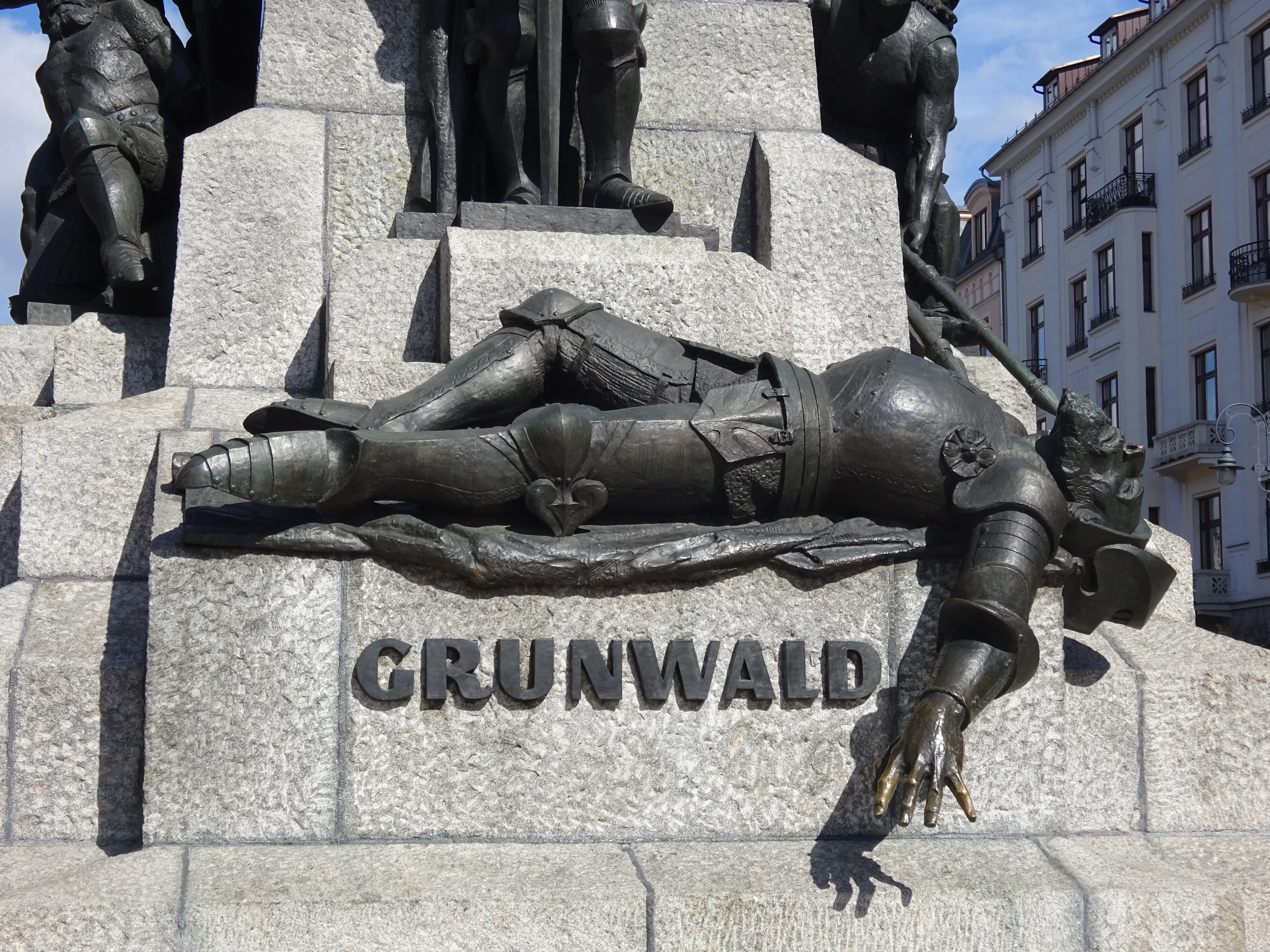
Tượng Ulrich von Jungingen
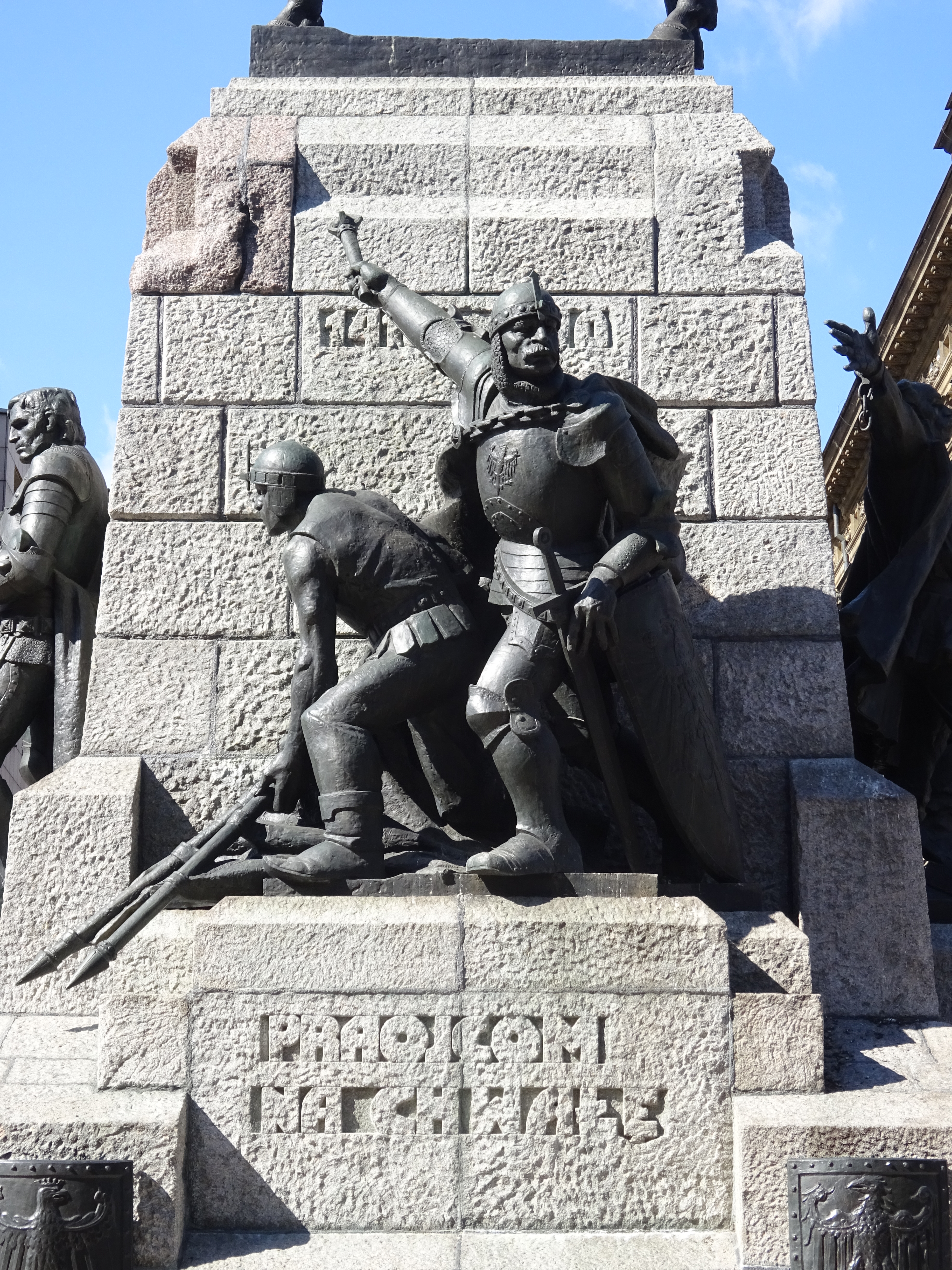
Mặt phía Đông
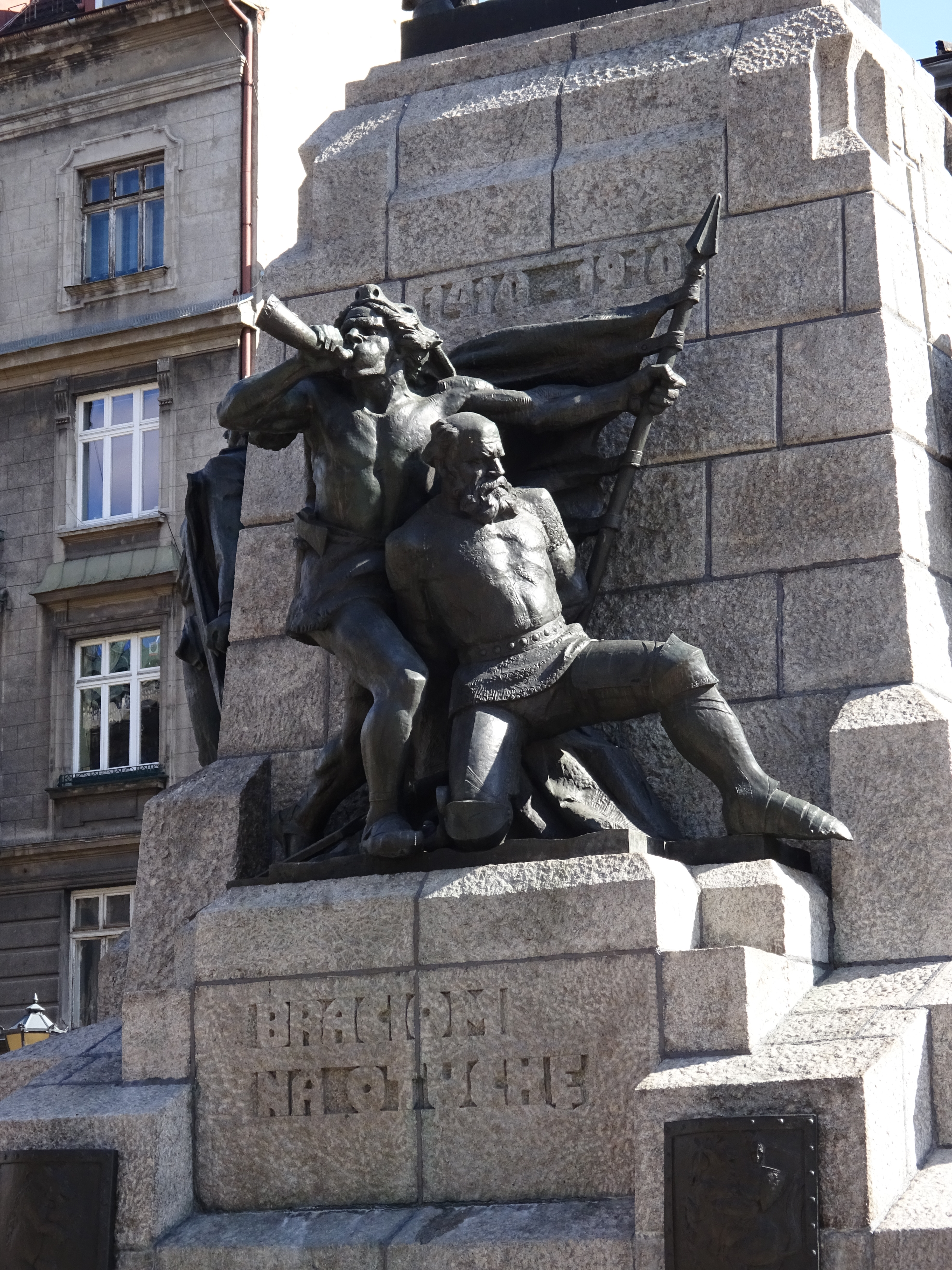
Mặt phía Tây
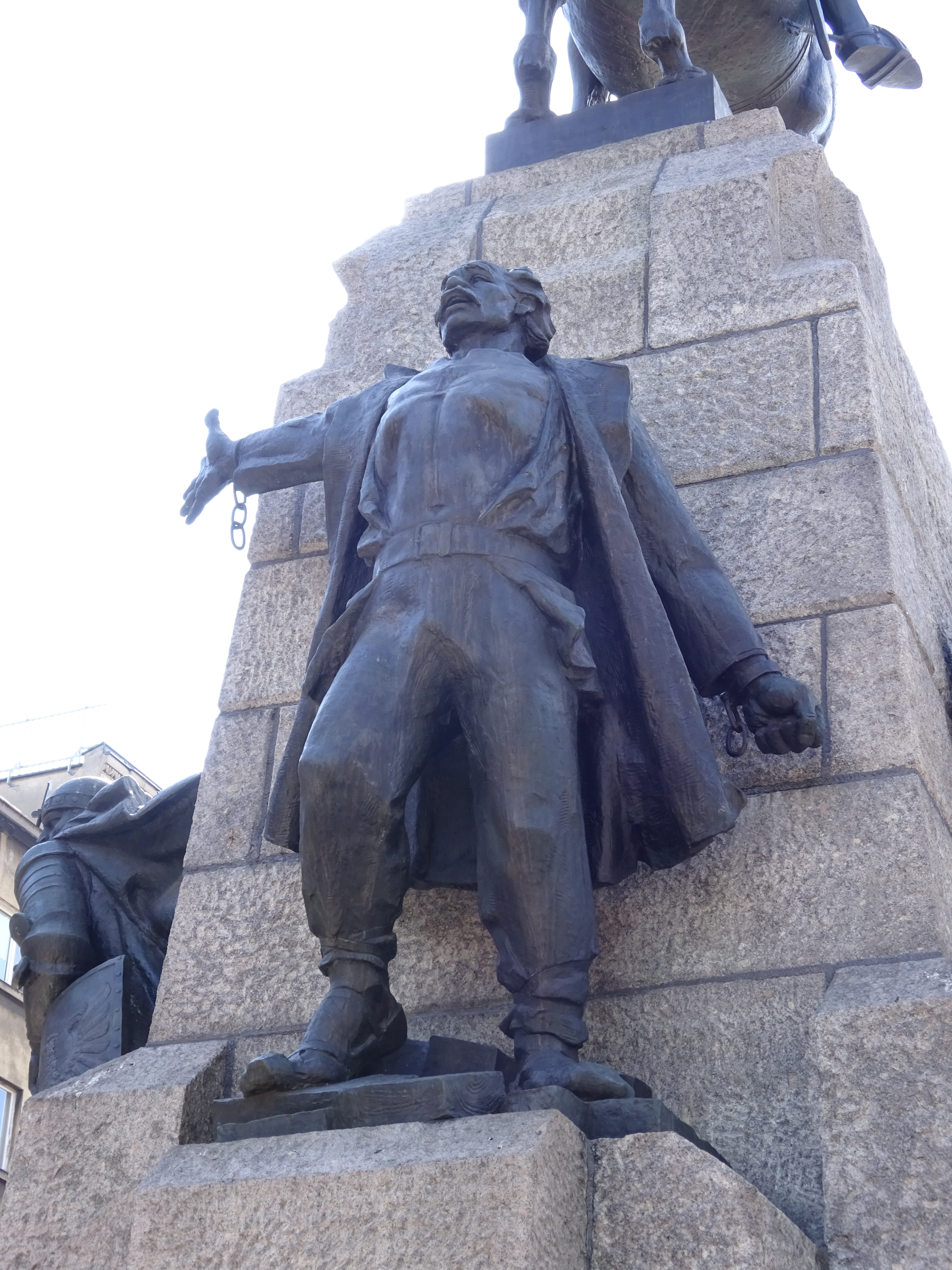
Mặt phía Bắc